# Mausolée de Mavlonbuva
 (décembre 2023).
Le mausolée de Mavlonbuva (ouzbek : Mavlonbuva maqbarasi) est un monument architectural situé dans la région de Namangan en Ouzbékistan. Le mausolée a été construit en 1806 et constitue un lieu de culte unique pour les poètes, qui ont laissé de nombreux vers sur ses murs.

## Histoire
Le mausolée de Mavlonbuva a été construit en 1806 (la date de construction est conservée au-dessus de l'entrée - 1221 AH, ce qui correspond à 1806 EC). À l'entrée du mausolée, il y a un portail avec des niches au-dessus et une voûte en arc pointu. De chaque côté de l'entrée se trouvent des colonnes avec de grandes flèches décoratives en forme de cônes à trois niveaux. L'entrée est réalisée sous la forme d'un portail avec un arc pointu, des arcades et des niches au-dessus. Derrière le portail se trouve un ziyaratkhana de dimensions 7 x 7 mètres. De petites niches pointues et rectangulaires peu profondes encadrent l'entrée principale. Au-dessus du portail se trouve une arcade décorative en treillis. Le reste de la façade est lisse et constitué de briques apparentes, ce qui le distingue de l'extérieur.
L'intérieur de la pièce intérieure est décoré de ganch et peint à l'huile. L'une des parois comporte un mihrab avec un dessin. Les panneaux représentent des vases avec des fleurs et des motifs géométriques. Le décor épigraphique est riche, avec des vers de poètes écrits en calligraphie arabe, car Mavlonbuva (dont le vrai nom est Mavlaviy Namangoni) était un célèbre poète à Namangan, et ces vers lui sont dédiés.
Le panneau avec un motif géométrique est situé en face de l'entrée et est réalisé dans la technique du ganch sculpté avec un rendu de couleur. La surface du panneau est recouverte d'un fin ornement en relief d'étoiles. Les cellules du motif, sur un fond lisse, sont peintes dans des tons doux et remplies d'un motif sculpté. Au milieu du panneau se trouve une grande étoile sur un fond rouge avec une rosette en relief, et à l'intérieur se trouve un noyau coloré encadré de rayons dorés. Le motif du panneau est présenté dans une nouvelle interprétation et une palette de couleurs originale.
Sur l'une des parois intérieures du mausolée, il est indiqué que la première reconstruction a été réalisée environ 50 ans après sa construction, soit vers 1875. La comparaison des dates indique que le mausolée a été probablement construit avant la mort du poète. La deuxième reconstruction a été réalisée en 1905, soit cent ans après la construction. Cette deuxième reconstruction a impliqué des maîtres-sculpteurs célèbres tels que Zakir Ahun, le maître Husain et le maître Abdurazzak. En 1957, lors de la troisième reconstruction, toutes les inscriptions arabes sur les murs ont été restaurées[réf. nécessaire].